# 森特維爾 (加利福尼亞州沙斯塔縣)
森特維爾（英語：Centerville）是位於美國加利福尼亞州沙斯塔縣的一個非建制地區。該地的面積和人口皆未知。

## 地理
森特維爾的座標為41°31′06″N 122°29′07″W / 41.51833°N 122.48528°W，而該地的平均海拔高度為264米（即866英尺）。